# Steven Swanson
Steven Ray Swanson (Syracuse, 3 de dezembro de 1960) era um astronauta norte-americano. 
Formado em engenharia e com mestrado em sistemas de computadores, ele entrou para a NASA em 1998 e sua primeira viagem ao espaço foi a bordo da nave Atlantis, na missão STS-117 do ônibus espacial, em 8 de junho de 2007, como especialista de missão e engenheiro de voo.
Sua segunda missão, como especialista de missão 2 da STS-119 Discovery, foi lançada de Cabo Kennedy em 15 de março de 2009 para uma permanência de treze dias em órbita, quando instalou os últimos painéis solares na ISS e  realizou cerca de doze horas de atividades extra-veiculares para cumprir a tarefa.
Depois de duas missões nos ônibus espaciais, em 25 de março de 2014 foi pela terceira vez ao espaço para uma missão longa duração na ISS como engenheiro de voo da nave russa Soyuz TMA-12M. Depois de integrar a Expedição 39, continuou em órbita assumindo o comando da Expedição 40 até 10 de setembro, quando retornou à Terra com seus companheiros de tripulação da Soyuz.
Em suas três missões espaciais, Swanson acumulou um total de 27h58min de caminhadas espaciais em cinco saídas da ISS.